# Estação Nakhimovskii Prospekt
Nakhimovskii Prospekt (em russo:  Нахимовский проспект) é uma das estações da linha Serpukhovsko-Timiriasevskaia (Linha 9) do Metro de Moscovo, na Rússia. Estação «Nakhimovskii Prospekt» está localizada entre as estações «Sevastopolhskaia» e «Nagornaia».